# Bronisław Gutowski
Bronisław Mieczysław Franciszek Gutowski h. Ciołek (ur. 12 lutego 1883 w Warszawie, zm. wiosną 1940 w Charkowie) – polski ziemianin, porucznik kawalerii rezerwy Wojska Polskiego, ofiara zbrodni katyńskiej.

## Życiorys

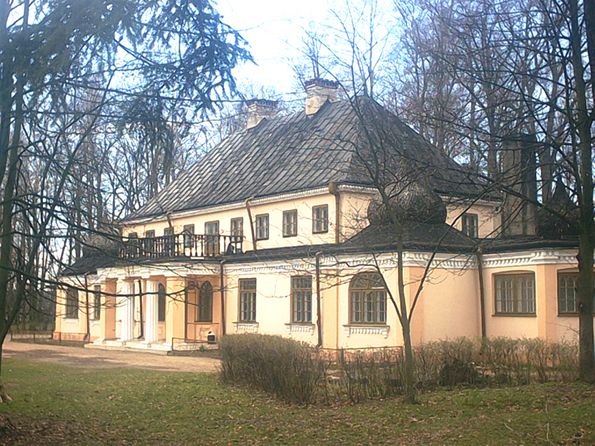
Budynek dworski w Jasionnej

Urodził się jako syn Bronisława i Władysławy z domu Stopiczyńskiej. Studiował na Wydziale Rolniczym Politechniki Wrocławskiej (1905). Był ziemianinem. W maju 1917 nabył od Erazma Załuskowskiego majątek Jasionna, a ponadto posiadał także majątki Golków, Woleń, część Maciszewic, Cienia, Sudoły oraz Gaj. 
Po odzyskaniu niepodległości przez Polskę brał udział w wojnie polsko-bolszewickiej w szeregach 209 pułku ułanów i 22 pułku Ułanów Podkarpackich. W 1922 ukończył Szkołę Podchorążych Rezerwy Jazdy. Ćwiczenia rezerwy odbywał w 17 pułku Ułanów Wielkopolskich w 1928 i w 19 pułku Ułanów Wołyńskich na przełomie 1935/1936. Został awansowany do stopnia podporucznika rezerwy kawalerii, następnie do stopnia porucznika rezerwy kawalerii.
Po wybuchu II wojny światowej w czasie kampanii wrześniowej był dowódcą kolumny taborowej kawalerii nr 744 w składzie Wielkopolskiej Brygady Kawalerii. Po agresji ZSRR na Polskę z 17 września 1939 został aresztowany przez Sowietów i przewieziony do obozu w Starobielsku. Wiosną 1940 został zamordowany przez funkcjonariuszy NKWD w Charkowie i pogrzebany potajemnie w bezimiennej mogile zbiorowej w Piatichatkach, gdzie od 17 czerwca 2000 mieści się oficjalnie Cmentarz Ofiar Totalitaryzmu w Charkowie. Figuruje na Liście Starobielskiej NKWD, pod poz. 622. 
Wśród ofiar zbrodni katyńskiej było kilku innych przedstawicieli rodu Gutowskich.

### Życie prywatne
Był mężem Marii Elżbiety Władysławy z domu Jażdżewskiej. Mieli czterech synów i córkę: Andrzeja Bronisława (1909–1991), Michała Mieczysława Wojciecha, jeźdźca i olimpijczyka, generała brygady, Wojciecha (1912–1987), Marię (1916–1943) i Zbigniewa Ludwika Stanisława (1916–2016), kapitana PSP-RAF.

## Ordery i odznaczenia
- Krzyż Walecznych[1]

## Upamiętnienie
5 października 2007 minister obrony narodowej Aleksander Szczygło mianował go pośmiertnie na stopień kapitana. Awans został ogłoszony 9 listopada 2007 w Warszawie, w trakcie uroczystości „Katyń Pamiętamy – Uczcijmy Pamięć Bohaterów”.